# Върбица (Кратовско)
Вижте пояснителната страница за други значения на Върбица.
Върбица (на македонска литературна норма: Врбица) е бивше село в североизточната част на Северна Македония.

## География
Селото е било разположено на територията на днешната община Кратово, северно от Кратово в южното подножие на Осогово.

## История
В XIX век Върбица е малко българско село в Кратовска кааза на Османската империя. Според статистиката на Васил Кънчов („Македония. Етнография и статистика“) от 1900 г. Върбица има 80 жители, всички българи християни.
Цялото население на селото е под върховенството на Българската екзархия. По данни на секретаря на екзархията Димитър Мишев („La Macédoine et sa Population Chrétienne“) в 1905 година във Върбица (Varbitza) има 40 българи екзархисти.
При избухването на Балканската война двама души от Върбица са доброволци в Македоно-одринското опълчение. След Междусъюзническата война селото попада в Сърбия.

## Личности
Родени във Върбица
- Гико, македоно-одрински опълченец, четата на Тодор Александров[4]
- Кузман Додев (Додов, р. 1889), македоно-одрински опълченец, 4 рота на 3 солунска дружина[5]